# Ligase

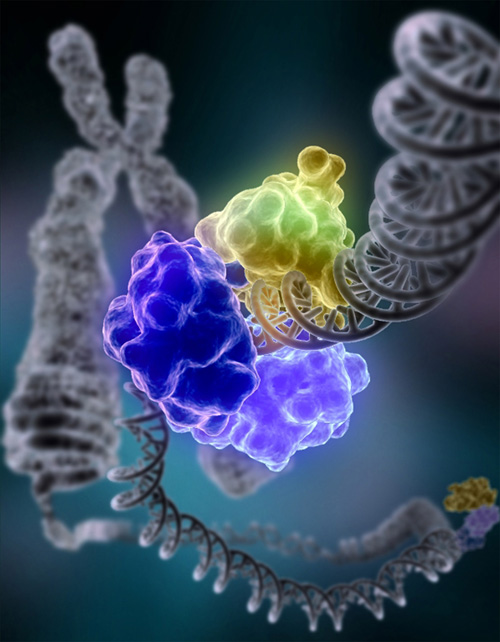
Herstel DNA met DNA-ligase. Hier het gekleurde deel

Ligasen zijn enzymen die twee moleculen uiteindelijk ten koste van een ATP-molecuul met elkaar verbinden. De benodigde energie wordt verkregen uit nucleosidetrifosfaat (NTP) of NAD+. Deze twee moleculen worden onder andere vervolgens geregenereerd door verbruik van ATP.
Ze katalyseren bijvoorbeeld de binding van de deoxyribose- en de fosfaatgroepen van de twee "ruggengraten" van de Okazaki-fragmenten bij het DNA. DNA-ligase I plakt de Okazaki-fragmenten die bij DNA-replicatie gevormd worden aan elkaar en ook sommige recombinant stukken.
Schematisch verloopt de ligasereactie als volgt (M1, M2 zijn de twee te verbinden moleculen):
M1 + M2 + NTP → M1-M2 + NDP + P of M1-M2 + NMP + 2P

## Classificatie
Ligasen worden in het EC-nummer-classifikatiesysteem met het cijfer 6 aangeduid. Een ligase-enzym heeft derhalve het nummer 6.X.X.X.
De tweede X geeft de precieze manier van de binding aan:
- EC 6.1 Binding tussen koolstof en zuurstof
- EC 6.2 Binding tussen koolstof en zwavel
- EC 6.3 Binding tussen koolstof en stikstof
- EC 6.4 Binding tussen twee koolstofatomen
- EC 6.5 Vorming van een fosfaatester (voorbeeld:DNA-ligase 6.5.1.X)
- EC 6.6 Vorming van een stikstof-metaalatoom-binding

Bij de mens (Homo sapiëns) zijn er ± 63 ligasen bekend (werkzaam in het lichaam).